# SMPTE
SMPTE（Society of Motion Picture and Television Engineers、エスエムピーティーイー）は、米国映画テレビ技術者協会のこと。
映画・テレビに関連する法人・団体及び映画・テレビの技術に携わる個人会員で組織されている団体で、映像技術全般にわたる標準規格の策定、会誌の発行、及び会員に対する職の斡旋等を行っている。「さんぷてぃ」、「しんぷてぃ」と呼ばれることもある。
この協会が定めた標準規格の名称はSMPTEで始まる。

## 主な規格
- SMPTE D10
- SMPTE D11
- SMPTE 12M - タイムコードに関する標準規格。LTC(Longitudinal time code)、SMPTEタイムコードなどとして知られる。
- SMPTE 170M - アナログNTSCに関する標準規格
- SMPTE 259M - シリアルデジタルインターフェイス(SDI)に関する標準規格
- SMPTE 291M: アンシラリー・データパケットとスペースフォーマット
- SMPTE 292M - HD-SDI（HDTV用SDI規格）に関する標準規格
- SMPTE 344M: Enhanced Serial Digital Interface (ED-SDI)
- SMPTE 372M: High Definition Serial Digital Interface HD-SDI (DL HD-SDI)
- SMPTE 377M - MXFファイルフォーマット標準規格
- SMPTE 421M - VC-1動画像符号化に関する標準規格
- SMPTE 424M: 3 Gbit/s シリアルデジタルインターフェース (3G-SDI)
- DPX
- Material Exchange Format
- メディア・ディスパッチ・プロトコル SMPTE 2032 パート 1, 2と3
- SMPTE は多くのVTRの規格を定義してきた。それらには、メーカー主導のデファクトスタンダードも多く含まれる。